# Sedum franchetii
Sedum franchetii är en fetbladsväxtart som beskrevs av Loreto Grande. Sedum franchetii ingår i Fetknoppssläktet som ingår i familjen fetbladsväxter. Inga underarter finns listade i Catalogue of Life.